# 出雲市立さくら小学校
出雲市立さくら小学校（いづもしりつ さくらしょうがっこう）は、島根県出雲市東福町にある公立小学校。出雲市立佐香小学校と出雲市立久多美小学校が統合し、2016年度に開校した。

## 沿革
- 2016年（平成28年）4月1日 - 開校。

## 特色
統合前の2001年に「ふれあい実習園」として約2400平方メートルにおよぶリンゴ園が設置されていたため、それを引き継いで島根県内では珍しく敷地内にリンゴ園が位置する学校となっている。ジョナゴールド・王林・ふじなどの品種が栽培されており、児童も摘果や袋がけなどの作業を体験できる。剪定や除草は教員が行っている。

## 通学区域
- 東福町・東郷町・久多見町・野石谷町・上岡田町・三津町・坂浦町・小伊津町[3]

## 学校周辺
- 東郷川
- 島根県道232号小伊津港線
- 久多美郵便局
- 久多美神社
- 社会福祉法人平田保育会中部保育所 - 進学前保育所のひとつ

## 交通
- 平田生活バス坂浦線「さくら小学校入口」バス停下車後、徒歩約160m・約3分。
- 一畑電車北松江線雲州平田駅から、上述の平田生活バス坂浦線で10分、「さくら小学校入口」バス停下車後、徒歩。